# INXS (álbum)
INXS es el álbum debut de la banda australiana INXS. Se editó en Australia el 13 de octubre de 1980 por el sello Deluxe Records y en Europa por Mercury Records, y no fue hasta 1984 cuando se lanzó al mercado norteamericano por Atco Records.
Fue producido por el grupo y Duncan McGuire. Todos los temas fueron escritos por Garry Gary Beers, Andrew Farriss, Tim Farriss, Jon Farriss, Kirk Pengilly y Michael Hutchence. De este álbum procede el sencillo Just Keep Walking, primer éxito de la banda en las listas australianas.

## Datos
INXS editó su primer sencillo, "Simple Simon", en mayo de 1980. Presentaron el sencillo en televisión, en el programa infantil Simon Townsend's Wonder World. El álbum de debut, INXS, fue grabado en los Estudios Trafalgar en la ciudad de Annandale, fue producido por la banda y Duncan McGuire (antiguo miembro de Ayers Rock), y todas las canciones están acreditadas al conjunto del grupo. Juntos como banda desde 1977, INXS lo formaban Garry Gary Beers (bajo), Andrew Farris (teclado y guitarra), Jon Farris (batería), Tim Farriss (guitarra), Michael Hutchence (voz) y and Kirk Pengilly (guitarra, saxofón y coros).
INXS firmó con el sello Deluxe Records un contrato de 10.000 dólares para grabar el álbum. Durante los años 1979 y 1980 grabaron en sesiones de madrugada mientras por el día realizaban actuaciones en directo. El álbum salió a la venta el 13 de octubre de 1980. Tiempo después Michael Hutchence habló sobre el trabajo en INXS:

No me gusta mucho el primer álbum. Es ingenuo. Eramos jóvenes y estábamos descubriendo nuestro propio sonido. El interés de escucharlo es la relación que tiene con lo que pasaría más tarde, y esto es probablemente lo más interesante del álbum. Con "Just Keep Walking" fue la primera vez que pensamos que teníamos una buena canción. Se convirtió en un éxito en la ciudad, recuerdo a la gente en los bares hablando del tema que sonaba en la radio por primera vez. Nunca nos había pasado hasta entonces.

Tim Farriss comentó que la letra "Shove it, brother / Just keep walking" de la canción "resumía en cierto modo nuestra actitud. Adoptamos un estado de 'joven enfadado' porque estábamos trabajando mucho y todavía no habíamos logrado nada".
Los primeros discos de INXS mostraron su mezcla de estilo New wave, ska y pop, y fueron seguidos por giras agotadoras con cerca de 300 conciertos en 1981. Durante la gira lanzaron su tercer sencillo en mayo de 1981, "The Loved One", que era una versión de 1966 de la banda australiana The Loved Ones. Esta canción fue grabada en los estudios 301 de Sídney, y producida por Richard Clapton, y alcanzó el Top 20.
INXS contenía el sencillo "Just Keep Walking" en septiembre de 1980, poco antes del álbum, y se convirtió en su primer éxito los Top 40 de Australia. INXS llegó al Top 30 en el Kent Music Report. Finalmente recibió un disco de oro por la venta de más de 35.000 copias aunque fue algo que tardó años en lograrse.
Como crítica receptiva destacó Stephen Thomas Erlewine de AllMusic, quien no quedó impresionado por el debut de INXS quienes "tocan una competente aunque muy sencilla variación del zumbido new wave synth pop" pero en la parte positiva señaló que Hutchence "exudaba un poderoso carisma vocal".

## Listados de canciones
El álbum está disponible en tres formatos, el estándar en disco de vinilo, en casete de cinta magnética de audio y por último en formato digital de disco compacto.
Edición original en LP
| Lado A |                     |          |  |
| N.º    | Título              | Duración |  |
| 1.     | «On A Bus»          | 3:49     |  |
| 2.     | «Doctor»            | 2:36     |  |
| 3.     | «Just Keep Walking» | 2:43     |  |
| 4.     | «Learn To Smile»    | 4:55     |  |
| 5.     | «Jumping»           | 3:21     |  |

| Lado B |                   |          |  |
| N.º    | Título            | Duración |  |
| 1.     | «In Vain»         | 4:37     |  |
| 2.     | «Roller Skating»  | 2:46     |  |
| 3.     | «Body Language»   | 2:04     |  |
| 4.     | «Newsreel Babies» | 2:41     |  |
| 5.     | «Wishy Washy»     | 3:51     |  |

## Relación de ediciones
Álbum INXS
| Formato | Región         | Sello                                                 | Nº de catálogo | Fecha                          |
| LP      | Australia      | Deluxe Records                                        | VPL1 6529      | 30 de octubre de 1980          |
| LP      | Países Bajos   | Mercury Records                                       | 838 925-1      | 1980                           |
| LP      | Países Bajos   | Phonogram Records                                     | 838 925-2      | 1980                           |
| LP      | Canadá         | Atco Records                                          | 79 01841       | 1980                           |
| LP      | Estados Unidos | Atco Records                                          | 7 90184-1-Y    | 1984                           |
| LP      | Países Bajos   | Mercury Records                                       | 838 925-1      | 1989 (reedición)               |
| LP      | Europa         | Atco Records, Petrol Electric y Universal Music Group | 0602537778898  | 2014 (edición 180 gramos)      |
| MC      | Australia      | Deluxe Records                                        | VPK1 6529      | 1980                           |
| MC      | Países Bajos   | Mercury Records y Phonogram Records                   | 838 925-4      | 1980                           |
| MC      | Estados Unidos | Atco Records                                          | 7 90184-4      | 1984                           |
| MC      | Canadá         | Atco Records                                          | 79 01844       | 1984                           |
| MC      | Países Bajos   | Mercury Records y Phonogram Records                   | 838 925-4      | 1989 (reedición)               |
| CD      | Estados Unidos | Atco Records                                          | 7 90184-2      | 15 de noviembre de 1987        |
| CD      | Canadá         | Atco Records                                          | 90184          | 1987                           |
| CD      | Países Bajos   | Mercury Records                                       | 838 925-2      | 1989                           |
| CD      | Australia      | Mercury Records                                       | 838 925-2      | 1991                           |
| CD      | Canadá         | Atco Records                                          | CD 90184       | 2005 (reedición)               |
| CD      | Europa         | Petrol Electric y Universal Music Group               | 0602527706368  | 2011 (reedición remasterizada) |
| CD      | Australia      | Petrol Electric                                       | 2770636        | 2011 (reedición remasterizada) |

## Créditos
Michael Hutchence, voz principal.
Kirk Pengilly, guitarra, saxofón y coros.
Andrew Farriss, teclados.
Tim Farriss, guitarra.
Jon Farriss, batería y coros.
Garry Gary Beers, bajo y coros.
Duncan McGuire, Producción e ingeniería.
Gecko Graphics, fotografía de portada.
Chris Murphy, mánager.

## Sencillos
1. "Just Keep Walking" (septiembre de 1980)

## Gira
El primer álbum no tuvo una gira de presentación al uso, INXS venía tocando en directo desde años atrás y durante los años 1979 y 1980 realizó una gran cantidad de conciertos.
El 16 de agosto de 1977 fue el primer concierto de INXS bajo el nombre de The Farriss Brothers, fecha señalada en la historia de la música por el fallecimiento de Elvis Presley. El concierto fue en la playa de Whale Beach, en Sídney. En 1978 la familia Farriss se trasladó a Perth, y Michael Hutchenche se fue con ellos a terminar sus estudios, pronto el resto de la banda se les unió e hicieron numerosos conciertos en ciudades cercanas a Perth, y alguno más en Sídney. Precisamente en Sídney coincidieron con Gary Morris, mánager de Midnight Oil, quien les propuso ser teloneros en los primeros años de la mítica banda australiana.
El 3 de agosto de 1979 tocaron por primera vez fuera de Sídney, lo hicieron en Newcastle, y dos días más tarde debutaron en la capital del país, Canberra. El 1 de septiembre de 1979 en la ciudad de Umina, fue el primer concierto bajo el nombre de INXS, y tras varios conciertos más en Sídney cerraron el año para comenzar un trepidante año 1980. Sus conciertos, aparte de Sídney, se centraban en Newcastle y Wollongong, todas ciudades del estado Nueva Gales del Sur. El 20 de marzo de 1980 tocaron por primera vez en Melbourne, en el estado de Victoria. Tras una serie de conciertos en Nueva Gales del Sur volvieron a Melbourne en julio, una vez editado ya el primer sencillo Simple Simon. En septiembre llegaron a Brisbane y el día del lanzamiento de su primer álbum estaban descansando de varios días de conciertos en Sídney. 
La primera gira con nombre será el Fear & Loathing tour de 1981.